# Сурат
Сурат је лучки град у индијској држави Гуџарат. Он је некад био велика лука, а сад је центар за сечење и полирање дијаманата. Овај град је осми по величини и девети по урбаној агломерацији у Индији. Има 3,6 милиона становника са околином (процена из 2005). Ужи град има 2.433.787 становника (2001). Он је административни центар округа Сурат. Град је лоциран 284 km (176 mi) јужно од државне престонице, Гандинагара; 265 km (165 mi) јужно од Ахмедабада; и 289 km (180 mi) северно од Мумбај. Градски центар је лоциран на реци Тапти, у близини Арабијског мора.
Сурат је био четврти најбрже растући град на свету 2016. године према студији коју је спровела Задужбина градских градоначелника. Град је забележио годишњу стопу раста БДП-а од 11,5% у току седам фискалних година између 2001. и 2008. године. Сурат је награђен признањем „најбољи град” у Годишњем истраживању индијског градског система (ASICS) 2013. године. Сурат је изабран као први „паметни ИТ” град у Индији од стране Мајкрософтове CityNext иницијативе која је повезана са ИТ услугама Tata Consultancy Services и Wipro. Град има 2,97 милиона корисника интернета, што чини око 65% укупне популације. Сурат је изабран 2015. године за субвенцију ИБМ изазов паметнијих градова. Сурат је изабран као један од двадесет индијских градова за развој као паметни град у оквиру Нарендра Модијеве иницијативе Мисија паметних градова. Године 2017, Сурат је био четврти најчистији град у Индији према подацима Индијског министарства за урбани развој.
Сурат представља светски центар резања и брушења дијаманата, и познат је као Дијамантски град Индије. Ту се реже и бруси 90% светске производње дијаманата или 55% светске вредности дијаманата, што Индији доноси 8 милијарди долара.

## Географија

### Клима
| Клима Сурата, Гуџарат                                                      | Клима Сурата, Гуџарат | Клима Сурата, Гуџарат | Клима Сурата, Гуџарат | Клима Сурата, Гуџарат | Клима Сурата, Гуџарат | Клима Сурата, Гуџарат | Клима Сурата, Гуџарат | Клима Сурата, Гуџарат | Клима Сурата, Гуџарат | Клима Сурата, Гуџарат | Клима Сурата, Гуџарат | Клима Сурата, Гуџарат | Клима Сурата, Гуџарат |
| Показатељ \ Месец                                                          | .Јан.                 | .Феб.                 | .Мар.                 | .Апр.                 | .Мај.                 | .Јун.                 | .Јул.                 | .Авг.                 | .Сеп.                 | .Окт.                 | .Нов.                 | .Дец.                 | .Год.                 |
| -------------------------------------------------------------------------- | --------------------- | --------------------- | --------------------- | --------------------- | --------------------- | --------------------- | --------------------- | --------------------- | --------------------- | --------------------- | --------------------- | --------------------- | --------------------- |
| Апсолутни максимум, °C (°F)                                                | 38,3 (100,9)          | 41,7 (107,1)          | 44,0 (111,2)          | 45,6 (114,1)          | 45,6 (114,1)          | 45,6 (114,1)          | 38,9 (102)            | 37,2 (99)             | 41,1 (106)            | 41,4 (106,5)          | 39,4 (102,9)          | 38,9 (102)            | 45,6 (114,1)          |
| Максимум, °C (°F)                                                          | 30,8 (87,4)           | 32,3 (90,1)           | 35,4 (95,7)           | 36,7 (98,1)           | 35,8 (96,4)           | 34,0 (93,2)           | 31,2 (88,2)           | 30,8 (87,4)           | 32,3 (90,1)           | 35,1 (95,2)           | 34,1 (93,4)           | 31,9 (89,4)           | 33,4 (92,1)           |
| Минимум, °C (°F)                                                           | 15,2 (59,4)           | 16,7 (62,1)           | 20,7 (69,3)           | 24,0 (75,2)           | 26,8 (80,2)           | 27,0 (80,6)           | 25,9 (78,6)           | 25,5 (77,9)           | 25,4 (77,7)           | 23,3 (73,9)           | 19,6 (67,3)           | 16,5 (61,7)           | 22,2 (72)             |
| Апсолутни минимум, °C (°F)                                                 | 4,4 (39,9)            | 5,6 (42,1)            | 8,9 (48)              | 15,0 (59)             | 19,4 (66,9)           | 20,2 (68,4)           | 19,9 (67,8)           | 21,0 (69,8)           | 20,6 (69,1)           | 14,4 (57,9)           | 10,6 (51,1)           | 6,7 (44,1)            | 4,4 (39,9)            |
| Количина кише, mm (in)                                                     | 1,5 (0,059)           | 0,3 (0,012)           | 0,4 (0,016)           | 0,2 (0,008)           | 3,9 (0,154)           | 245,2 (9,654)         | 466,3 (18,358)        | 283,8 (11,173)        | 151,8 (5,976)         | 41,8 (1,646)          | 7,1 (0,28)            | 0,6 (0,024)           | 1.202,9 (47,358)      |
| Дани са кишом                                                              | 0,2                   | 0,0                   | 0,0                   | 0,0                   | 0,2                   | 8,0                   | 14,3                  | 12,1                  | 7,1                   | 1,6                   | 0,6                   | 0,1                   | 44,2                  |
| Релативна влажност, %                                                      | 57,5                  | 56,0                  | 55,1                  | 62,9                  | 71,8                  | 79,0                  | 86,2                  | 86,4                  | 82,3                  | 70,2                  | 62,0                  | 61,3                  | 69,2                  |
| Извор #1: India Meteorological Department (record high and low up to 2010) |                       |                       |                       |                       |                       |                       |                       |                       |                       |                       |                       |                       |                       |
| Извор #2: Climatebase.ru (humidity)                                        |                       |                       |                       |                       |                       |                       |                       |                       |                       |                       |                       |                       |                       |

## Историја
Модерни град је основан крајем 15. века, а португалски истраживач Диарте Барбоза га је описао 1514. као значајну луку. Постао је највећа лука западне Индије, па је током могулске власти Акбара Великог и шаха Џахана постао главни трговачки град Индије. Крајем 16. века Португалци су били главни посредници у трговини са Суратом. Британска источноиндијска компанија је 1608. започела са својом присутношћу у Сурату.
Британски капетан Бест је 1612, а после њега и капетан Даунтаун успео да победи Португалце, који су дотад били поморски супериорнији. Британци су добили право од Могулског царства да успоставе фабрику у Сурату. Сурат је постао једно од најважнијих седишта Британске источноиндијске компаније. Холанђани су исто основали фабрику у Сурату. Вођа Марата је 1664. заузео и пљачкао Сурат три недеље.
Марате су огромно могулско и португалско благо транспортовали до Махараштре, пре него што је стигла помоћ од Могула из Делхија. Од времена када је Бомбај 1668. постао главни центар Британске источноиндијске компаније улога Сурата се смањује, а и Марате га поново пљачкају 1670. Град који је имао 800.000 становника пао је током 19. века на 80.000. Од када је постао део Британске Индије град је постао релативно миран. Почетком 20. века Сурат је био центар текстилне индустрије, посебно прераде памука. У граду су 1992. били немири између хиндуса и муслимана.

## Становништво
Према незваничним резултатима пописа, у граду је 2011. живело 4.462.002 становника.
| 1991.     | 2001.     | 2011.     |
| --------- | --------- | --------- |
| 1.498.817 | 2.433.835 | 4.462.002 |

## Привреда
Сурат представља светски центар резања и брушења дијаманата. Ту се реже и бруси 90% светске производње дијаманата или 55% светске вредности дијаманата, што Индији доноси 8 милијарди долара. Јефтина радна снага је одлучујући фактор, јер у Индији се режу најмањи дијаманти, чије резање није исплативо на другим местима. Индустрија дијаманата настала је 1901, када су емигрирали Индијци из источне Африке, који су познавали занат резања дијаманата. Почетком 1970-их започињу са првим извозом дијаманата у САД.
Осим дијаманата Сурат је значајан по производњи синтетичких влакана, тако да се ту производи 28% индијске производње синтетичких влакана и 40% укупне производње шиваног текстила.